# Фортуна (Дюссельдорф)
«Фортуна» (нім. «Fortuna Düsseldorf») — німецький футбольний клуб з Дюссельдорфа. Заснований 5 травня 1895 року.

## Історія
Клуб був організований у Дюссельдорфі 5 травня 1895 року під назвою Turnverein Flingern («Турнферайн Флінгерн», або ТВ «Флінгерн»). Флінгерн — це колишнє передмістя Дюссельдорфа, а нині один з його районів. Пізніше у місті з'явилися ще 2 спортивні клуби — Düsseldorfer Fußballklub Spielverein («Дюссельдорфер Фусбальклуб Шпільферайн») 1908 року та FK Alemania 1911 («ФК Алеманія 1911») 1911 року, яка через рік була перейменована у Fortuna 1911. У середині 1913 року «Дюссельдорфер» та «Фортуна 1911» об'єдналися у Düsseldorfer Fußball-Club Fortuna 1911 («Дюссельдорфер Фусбаль-Клуб Фортуна 1911»). 15 листопада 1919 року ТВ «Флінгерн» приєдналася до «Фортуни» та був створений Düsseldorfer Turn- und Sportverein Fortuna («Дюссельдорфер Турн- унд Шпортферайн Фортуна»).
1933 року «Фортуна» досягла великого успіху, ставши чемпіоном Німеччини. У фінальному раунді команда не пропустила жодного м'яча. «Фортуна» розгромила «Форвертс-Разеншпорт» із Гляйвіца 9:0, «Армінію» із Ганновера 3:0, «Айнтрахт» із Франкфурта-на-Майні 4:0 та «Шальке 04» із Гельзенкірхена 3:0.
Останнім сезоном, проведеним у Бундеслізі, став 2019/20, після чого команда грає у нижчих лігах Німеччини.

## Поточний склад
Станом на 28 жовтня 2023 року
| №  | Поз. | Нац.       | Гравець                                               |
| -- | ---- | ---------- | ----------------------------------------------------- |
| 1  | ВР   | Польща     | Кароль Немчицький                                     |
| 2  | ЗХ   | Японія     | Учіно Такаші                                          |
| 3  | ЗХ   | Німеччина  | Андре Гоффман                                         |
| 5  | ЗХ   | Німеччина  | Джошуа Куарши (в оренді з «Гоффенгайм 1899»)          |
| 6  | ПЗ   | Німеччина  | Яннік Енгельгардт                                     |
| 7  | НП   | Німеччина  | Дженан Пейчинович (в оренді з «Вольфсбурга»)          |
| 8  | ПЗ   | Ісландія   | Ісак Бергманн Йоуганнессон (в оренді з «Копенгагена») |
| 9  | НП   | Нідерланди | Вінсент Вермей                                        |
| 10 | НП   | Німеччина  | Даніель Гінчек                                        |
| 11 | ПЗ   | Німеччина  | Фелікс Клаус                                          |
| 15 | ЗХ   | Німеччина  | Тім Обердорф                                          |

| №  | Поз. | Нац.       | Гравець             |
| -- | ---- | ---------- | ------------------- |
| 18 | НП   | Німеччина  | Йона Нємєц          |
| 19 | НП   | Німеччина  | Еммануель Ійоха     |
| 20 | ЗХ   | Німеччина  | Яміл Зіберт         |
| 21 | ВР   | Німеччина  | Денніс Горка        |
| 23 | ПЗ   | Німеччина  | Шинта Аппелькамп    |
| 25 | ЗХ   | Німеччина  | Матіас Ціммерман    |
| 27 | НП   | Польща     | Денніс Ястжембський |
| 30 | ЗХ   | Нідерланди | Йорді Де Вейс       |
| 31 | ПЗ   | Німеччина  | Марцел Соботтка     |
| 33 | ВР   | Німеччина  | Флоріан Кастенмаєр  |
| 34 | ЗХ   | Франція    | Ніколя Гаворі       |

## Досягнення
- Чемпіон Німеччини: 1933
- Володар кубка Німеччини: 1979, 1980
- Фіналіст кубка Німеччини: 1937, 1957, 1958, 1962, 1978